# Taz (langue)
Pour les articles homonymes, voir Taz (homonymie).
Cet article concerne la langue taze. Pour le peuple taz, voir Taz (peuple).
Le taz était la langue parlée par les Taz, un peuple de la région du Primorié et d'origine oudihé ayant adopté la culture chinoise. Il s'agit d'un dialecte chinois enrichi de mots venus des langues oudihé et nanaï. Il était parlé par 1050 personnes en 1880.